# Ride Along
Ride Along (Un novato en apuros en Hispanoamérica) es una película estadounidense de comedia de acción de 2014 dirigida por Tim Story y escrita por Greg Coolidge, Jason Mantzoukas, Phil Hay y Matt Manfredi. La cinta está protagonizada por Ice Cube, Kevin Hart y Tika Sumpter. Universal Pictures estrenó la película el 17 de enero de 2014.

## Sinopsis
Ben (Kevin Hart), que trabaja como guardia de seguridad de un instituto, lleva dos años intentando demostrar al condecorado detective James (Ice Cube) que su adicción a los videojuegos no le impide estar a la altura de Angela (Tika Sumpter), hermana del policía. Después de que la academia de policía acepte a Ben, este se convence de que ya se ha ganado el respeto del detective y que ahora podrá casarse con Angela. James sabe que la única forma de descubrir si Ben está realmente a la altura es llevándole a patrullar con él, y lo invita a hacerlo en un turno diseñado para aterrorizar al novato. Pero cuando los acontecimientos los llevan ante el mayor delincuente de la ciudad, James comprobará que la labia de su compañero es tan peligrosa como las balas.

## Reparto
- Ice Cube es James Payton, un detective que trabaja en una operación encubierta en Atlanta para atrapar un famoso contrabandista llamado Omar
- Kevin Hart es Ben Barber, un guardia de seguridad de una escuela secundaria, que se inscribe en la Academia de Policía de la ciudad de Atlanta. Él quiere demostrarle a Payton, que él es digno de la hermana de él: Angela.
- Tika Sumpter como Angela Payton, la hermana de James y la novia de Ben, quien tiene que demostrarle a su hermano que es digno de ella.
- John Leguizamo es Santiago, un detective y socio de Miggs.
- Bryan Callen es Miggs, un detective y socio de Santiago.
- Laurence Fishburne es Omar, un jefe contrabandista de Serbia, que nunca ha sido visto por nadie, y es considerado como un fantasma.
- Bruce McGill es Lt. Brooks, un teniente del departamento de policía de Atlanta, que es el jefe de Payton, Santiago y Miggs.

Adicionalmente Gary Owen es El Loco Cody, Jay Pharoah es Runflat, David Banner es Jay, Dragoș Bucur es Marko, Gary Weeks es Dr. Cowan, Jacob Latimore es Ramón, y Benjamin Flores Jr. es Morris.